# Чемпіонат світу з трекових велоперегонів 2014
Чемпіонат світу з трекових велоперегонів 2014 проходив з 26 лютого по 2 березня 2014 року в Калі, Колумбія на Alcides Nieto Patino Velodrome. Всього у змагання взяли участь 270 спортсменів з 31 країни, які розіграли 19 комплектів нагород — 10 у чоловіків та 9 у жінок.

## Медалісти

### Чоловіки
| Дисципліна                         | Золото                                                                          | Срібло                                                                               | Бронза                                                                    |
| Спринт                             | Франсуа Перві                                                                   | Штефан Боттічер                                                                      | Денис Дмітрієв                                                            |
| Гіт (1 км)                         | Франсуа Перві (59.385)                                                          | Йоахім Айлерс (59.984)                                                               | Саймон ван Велтувен (1:00.518)                                            |
| Індивідуальна гонка переслідування | Александр Едмондсон (4:22.582)                                                  | Штефан Кюнг (4:22.995)                                                               | Марк Раян (4:22.895)                                                      |
| Командна гонка переслідування      | Австралія Люк Девісон Гленн О'Ші Александр Едмондсон Мітчелл Малхерн (3:57.907) | Данія Каспер фон Фолсаш Лассе Норман Гансен Расмус Квааде Алекс Расмуссен (3:59.623) | Нова Зеландія Аарон Гейт Пітер Буллінг Ділан Кеннетт Марк Раян (3:58.989) |
| Командний спринт                   | Нова Зеландія Ітан Мітчелл Сем Вебстер Едвард Докінс (42.840)                   | Німеччина Рене Ендерс Роберт Ферстеманн Максиміліан Леві (42.885)                    | Франція Грегорі Боже Кевен Сіро Мікаель Д'Алмейда (43.285)                |
| Кейрін                             | Франсуа Перві                                                                   | Фабіан Пуерта                                                                        | Маттейс Бюхлі                                                             |
| Скретч                             | Іван Ковальов                                                                   | Мартін Ірвайн                                                                        | Чонг Кінг Лок                                                             |
| Гонка за очками                    | Едвін Авіла (70)                                                                | Томас Скаллі (66)                                                                    | Елой Теруель (58)                                                         |
| Медісон                            | Іспанія Давід Мунтанер Альберт Торрес (18)                                      | Чехія Мартін Блага Войтєх Гачецки (12)                                               | Швейцарія Штефан Кюнг Тері Шир (7)                                        |
| Омніум                             | Тома Буда (24)                                                                  | Тім Вельдт (28)                                                                      | Віктор Манаков (32)                                                       |

### Жінки
| Дисципліна                         | Золото                                                                             | Срібло                                                                      | Бронза                                                            |
| Спринт                             | Крістіна Фоґель                                                                    | Чжун Тяньши                                                                 | Лінь Цзюньхун                                                     |
| Гіт (500 м)                        | Міріам Вельте (33.451)                                                             | Анна Мірс (33.548)                                                          | Анастасія Войнова (33.789)                                        |
| Індивідуальна гонка переслідування | Джоанна Роуселл (3:30.318)                                                         | Сара Гаммер (3:31.535)                                                      | Емі К'юр (3:36.174)                                               |
| Командна гонка переслідування      | Велика Британія Лора Тротт Кеті Арчибальд Елінор Баркер Джоанна Роуселл (4:23.407) | Канада Лора Браун Джасмін Глессер Еллісон Беверидж Стефані Рурда (4:24.696) | Австралія Аннетт Едмондсон Емі К'юр Мелісса Госкінс Ізабелла Кінг |
| Командний спринт                   | Німеччина Міріам Вельте Крістіна Фоґель (32.440)                                   | КНР Лінь Цзюньхун Чжун Тяньши (33.239)                                      | Велика Британія Джессіка Варніш Ребекка Джеймс (33.032)           |
| Кейрін                             | Крістіна Фоґель                                                                    | Анна Мірс                                                                   | Ребекка Джеймс                                                    |
| Скретч                             | Келлі Дрютс                                                                        | Катаржина Павловська                                                        | Євгенія Романюта                                                  |
| Гонка за очками                    | Емі К'юр (38)                                                                      | Штефані Поль (35)                                                           | Джасмін Глессер (32)                                              |
| Омніум                             | Сара Гаммер (14)                                                                   | Лора Тротт (20)                                                             | Аннетт Едмондсон (24)                                             |

## Загальний медальний залік
| Місце  | Країна          | Золото | Срібло | Бронза | Загалом |
| ------ | --------------- | ------ | ------ | ------ | ------- |
| 1      | Німеччина       | 4      | 4      |        | 8       |
| 2      | Франція         | 4      |        | 1      | 5       |
| 3      | Австралія       | 3      | 2      | 3      | 8       |
| 4      | Велика Британія | 2      | 1      | 2      | 5       |
| 5      | Нова Зеландія   | 1      | 1      | 3      | 5       |
| 6      | Колумбія        | 1      | 1      |        | 2       |
| 6      | США             | 1      | 1      |        | 2       |
| 8      | Росія           | 1      |        | 4      | 5       |
| 9      | Іспанія         | 1      |        | 1      | 2       |
| 10     | Бельгія         | 1      |        |        | 1       |
| 11     | КНР             |        | 2      | 1      | 3       |
| 12     | Канада          |        | 1      | 1      | 2       |
| 12     | Нідерланди      |        | 1      | 1      | 2       |
| 12     | Швейцарія       |        | 1      | 1      | 2       |
| 15     | Данія           |        | 1      |        | 1       |
| 15     | Ірландія        |        | 1      |        | 1       |
| 15     | Польща          |        | 1      |        | 1       |
| 15     | Чехія           |        | 1      |        | 1       |
| 19     | Гонконг         |        |        | 1      | 1       |
| Всього | Всього          | 19     | 19     | 19     | 57      |